# Chmiel (powiat Bieszczadzki)
Chmiel is een dorp in de Poolse woiwodschap Subkarpaten. De plaats maakt deel uit van de gemeente Lutowiska en telt 149 inwoners.